# Hurezani
Hurezani is een Roemeense gemeente in het district Gorj.
Hurezani telt 1781 inwoners.